# Кумо-Манычский канал
Кумо-Ма́нычский кана́л — ирригационный канал в Ставропольском крае России, строительство которого было завершено в 1965 году. Канал проложен по Кумо-Манычской впадине, соединяя реку Кума бассейна Каспийского моря с рекой Восточный Маныч, которая также течёт в направлении Каспия, но высыхает по пути, не впадая в море.

## Современный канал
Кумо-Манычский канал начинается у сел Левокумское и Новокумский на реке Кума между городами Будённовск и Нефтекумск в небольшом водохранилище с координатами 44°48′10″ с. ш. 44°39′40″ в. д., в которое впадает Терско-Кумский канал. Последний был завершен в 1958 году для снабжения системы водой реки Терек. Отсюда Кумо-Манычский канал проходит в северо-восточном направлении, а затем в северо-западном, впадая в Чограйское водохранилище вблизи плотины гидроузла на реке Восточный Маныч. Канал используется в основном в целях ирригации и водоснабжения. Координаты конечной точки канала в Чограйском водохранилище — 45°27′50″ с. ш. 44°37′33″ в. д..

## Другие проекты
В июне 2007 года правительством Казахстана было высказано предложение России построить более глубокий канал для прохода морских судов из Чёрного моря в Каспийское море по дну Кумо-Манычской впадины. АН Казахстана начала проводить изыскания по возможным вариантам его прохождения.